# Цвинтар німецьких військовополонених (Донецьк)
47°59′45″ пн. ш. 37°41′18″ сх. д. / 47.99583° пн. ш. 37.68833° сх. д.

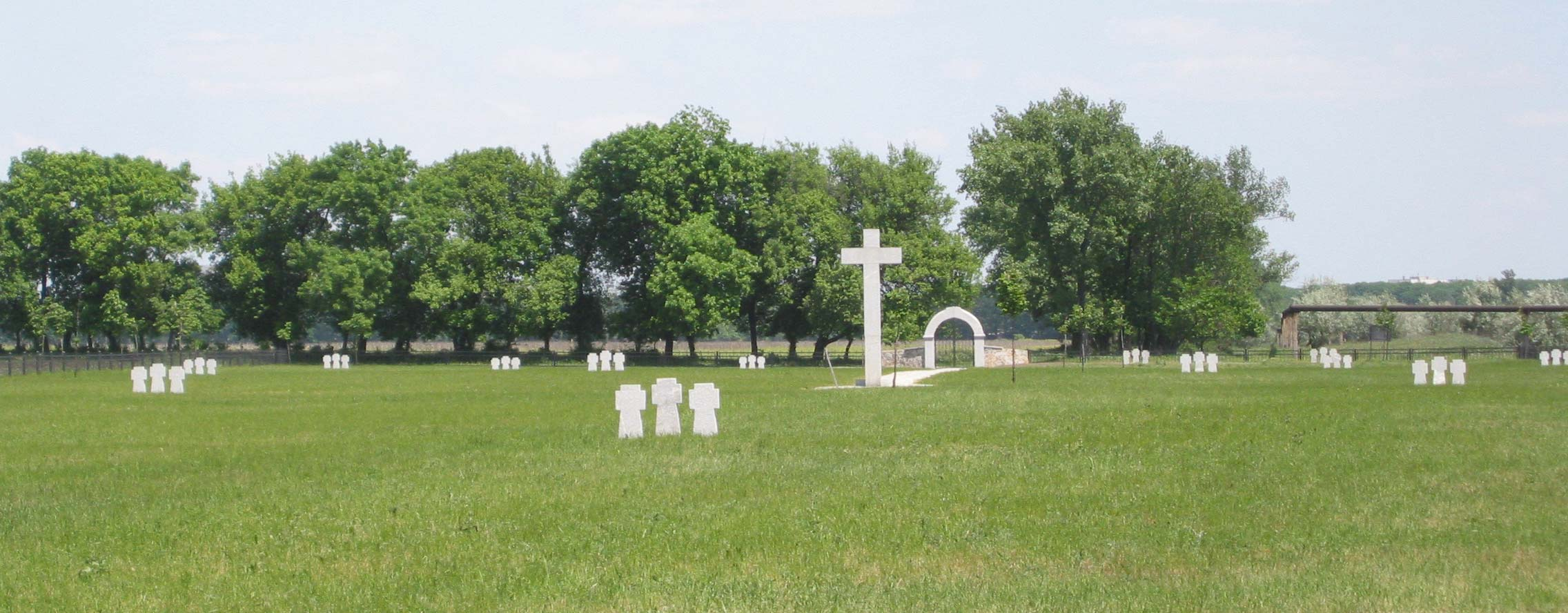
Ансамбль комплексу

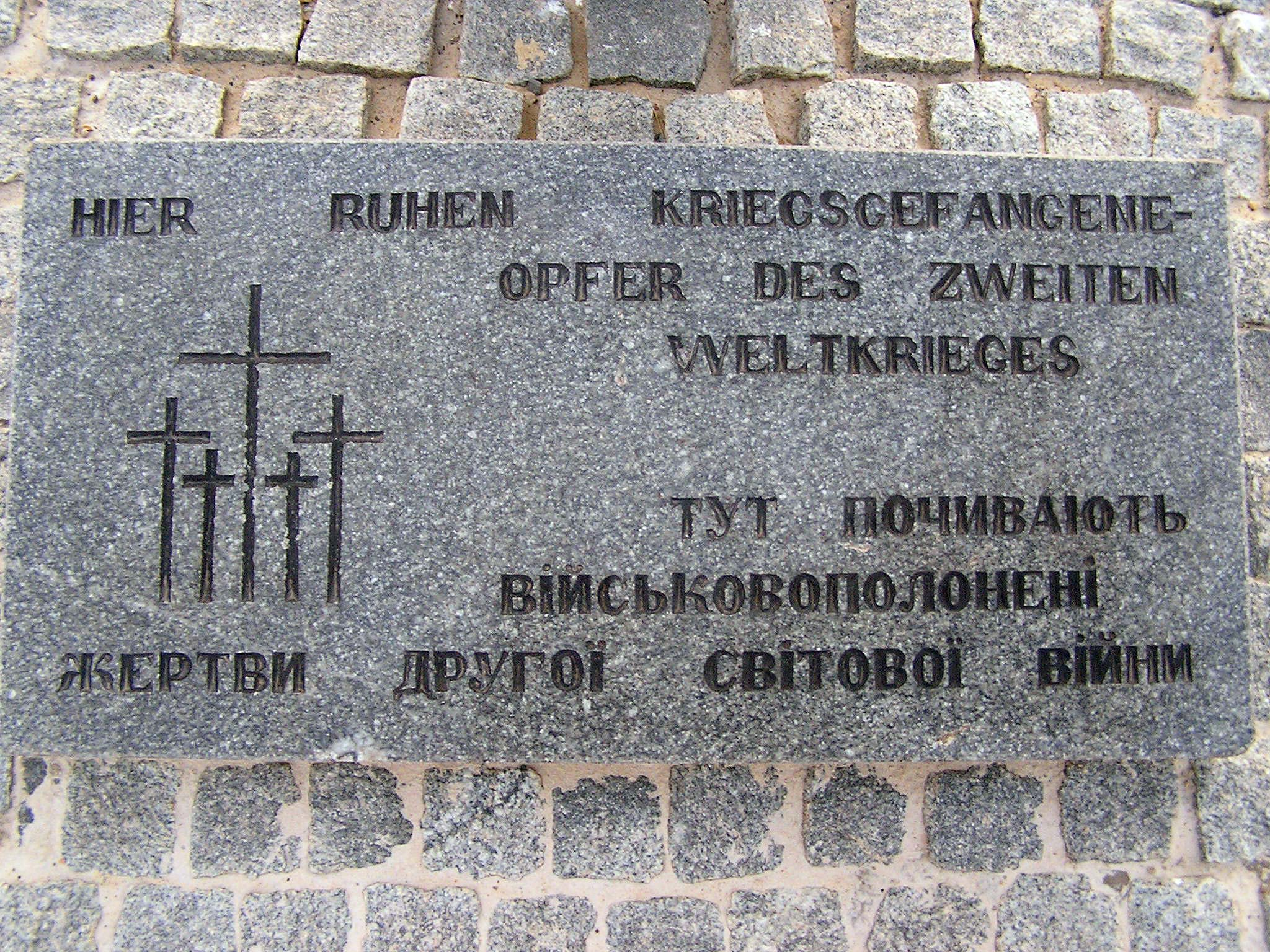
Меморіальна табличка

Цвинтар німецьких військовополонених — масове поховання в Донецьку, де побудований меморіальний комплекс з ансамблем із кількох кам'яних хрестів. Розташований у Кіровському районі Донецька, в селищі Шахти «Лідієвка».
Єдине спеціалізоване кладовище такого роду в Україні.

## Історія
Згідно з проектом «Примирення і злагода в XXI столітті» на Донбасі планувалося відтворити інтернаціональне поховання останків німецьких, румунських, австрійських, угорських, японських та інших військовополонених. Проте через фінансові труднощі і відмінності національних традицій проект залишився нереалізованим.
Народний союз Німеччини з догляду за військовими похованнями, який займається питаннями поховань німецьких солдатів в багатьох країнах світу, і благодійний фонд «Обеліск» взялися за побудову меморіального комплексу та перепоховання німецьких військовополонених.
Архівні документи СБУ і показання свідків підтвердили, що в могилі на момент будівництва кладовища поховано більше двохсот німецьких військовополонених.
У вересні 2003 року на цвинтарі перепоховані останки 1 750 німецьких військовополонених, похованих в Донецькій області в період з 1943 по 1956 роки. Перепоховання здійснюються спеціалізованим підприємством «Схід-Захід».
Останки ховали з жетонами, на яких вказувалися дані померлого, оскільки вдалося встановити прізвища багатьох похованих на цьому цвинтарі.
З 25 вересня по 1 жовтня 2009 року на цвинтарі відбулося перепоховання 1043 військовополонених. Загальна кількість склала близько трьох тисяч.
У 2011 році загальна кількість похованих на кладовищі становила більше чотирьох тисяч. До них планують додати залишки близько 400 військовополонених, похованих на Гладківці біля військового шпиталю. Поховання на Гладківці було виявлено на шляху будівництва об'їзної дороги навколо стадіону Донбас-Арена.